# Stefánia
A Stefánia az István férfinév női párja.

## Rokon nevek
- Stefi:[1] a Stefánia becenevéből önállósult.[2]

Fáni, Fanni, Franni

## Gyakorisága
Az 1990-es években a Stefánia igen ritka, a Stefi szórványos név, a 2000-es években nem szerepelnek a 100 leggyakoribb női név között.

## Névnapok
- január 2.[2]
- január 16.[2]
- augusztus 20.[2]
- október 23.[2]
- október 30.[2]
- november 28.[2]
- december 26.[2]

## Idegen nyelvi változatai
- Estefania (spanyol)
- Stefania (lengyel, olasz)
- Štefánia (szlovák)
- Stefanie (német)
- Steivna (rétoromán)
- Štěpánka (cseh)
- Stephania (latin)
- Stephanie (angol)
- Stéphanie (francia)
- Steponas (litván)
- Sztefanida (orosz)

## Híres Stefániák, Stefik
- Ákos Stefi énekesnő
- báró Szentkereszty Stefánia
- Mándy Stefánia művészettörténész
- Moldován Stefánia énekesnő
- Stefánia belga királyi hercegnő (Rudolf trónörökös felesége)
- Stefanie Graf német teniszező
- Stephanie Grimaldi monacói hercegnő
- Stefania Sandrelli olasz színésznő
- Stefania Barca olasz színésznő
- Lady Gaga (Stefani Germanotta) amerikai énekesnő

## Egyéb Stefániák, Stefik
- Stefánia szelet – kakaóporral meghintett torta
- stefánia – egybesütött fasírozott
- Stefánia út (Budapest)
- Stefania – a békák egy neme